# Louis Carrière
Pour les articles homonymes, voir Carrière.
Louis Norbert Carrière, né à Saint-Pons-de-Thomières (Hérault) le 7 décembre 1833 et mort le 31 décembre 1919 à Senlis (Oise), est un officier de la justice militaire impliquée dans l'Affaire Dreyfus.

## Carrière militaire
Louis  Carrière est le fils d’un huissier de justice. Il entre à Saint-Cyr le 14 novembre 1853. Il en sort 176e sur 228 élèves et est versé dans l’infanterie en 1855. En 1862, il épouse la fille d’un notaire, qui lui apporte 84 000 francs de dot. Optant pour la gendarmerie, il passe dans l’infanterie de la garde républicaine en 1864. En 1870, commandant de peloton à la garde, il participe à la campagne contre la Prusse, puis sert dans l’armée de Versailles, jusqu’en juin 1871, date à laquelle il est fait capitaine. Il a notamment effectué une reconnaissance du pont de Sèvres au début du siège, puis participé à l’occupation de Bondy en décembre 1870. Promu chef d’escadron en 1880, il commande la compagnie de gendarmerie départementale du Vaucluse, puis en 1883 la 2e compagnie de la gendarmerie de l’Algérie, à Blida.
Admis à la retraite en 1889, chevalier de la Légion d’honneur, il a aux dires de ses supérieurs : « l’intelligence vive, le travail aisé, et s’il peut obtenir un emploi dans les parquets militaires, il saura s’y faire remarquer à raison des aptitudes générales qu’il possède ». C’est ainsi qu’il reprend du service au sein de la justice militaire, comme rapporteur près le conseil de guerre de Rouen en 1890, puis comme commissaire du gouvernement près celui de Rennes à compter de 1892. À ce titre, il requiert au procès en révision du capitaine Dreyfus en août-septembre 1898.
En 1900, alors qu’il « remplit avec le plus grand zèle, la plus grande activité et une compétence remarquable les fonctions de commissaire du gouvernement ; son âge n’a diminué ni son intelligence, ni sa puissance de travail. C’est un serviteur digne, honnête, consciencieux, de sentiments élevés et d’un caractère énergique », il prend sa retraite définitive.

## Implication dans l’Affaire Dreyfus
Quand s’ouvre le procès Dreyfus, le « vieux » commissaire du gouvernement Carrière, comme le désigne l’opinion dreyfusarde en lui conférant souvent improprement la fonction de procureur, n’a donc que 65 ans. Il est bien loin, en outre, d’être un novice en matière de justice militaire, puisqu’il compte neuf ans de gendarmerie départementale, et autant de parquet militaire. Mais la presse s’est fait un plaisir de signaler qu’il est inscrit à l’université de droit de Rennes… en deuxième année ! L’homme suscite donc, de la part des observateurs, la plus grande circonspection. Certes, Carrière a fermement revendiqué son indépendance de magistrat, en des termes d’ailleurs propres à indisposer le ministère : « ce n’est pas une raison parce que je porte le titre de commissaire du gouvernement pour que je sois obligé de faire ses commissions ».
Pourtant, le déroulement des audiences donne une autre image du commandant : « incohérent, stupide, dépassé, connaissant mal le dossier », il suscite d’abord tous les espoirs des Dreyfusards qui ne doutent plus, face à une accusation aussi faible, d’obtenir gain de cause. Mais, au fil des audiences, le procès change de cap et la perspective d’une révision, qui paraissait acquise, s’éloigne de plus en plus. Certes, Carrière semble rester en dessous de sa tâche, et Jean-Bernard le décrit même lisant le journal tandis que la défense interroge un témoin. Mais cette incurie le place finalement sous l’influence de l’avocat Jules Auffray, antidreyfusard affiché, qui saura habilement le manœuvrer. Ainsi, lors de la dernière session, le 7 septembre, lorsque Carrière doit prononcer son réquisitoire, ce n’est qu’un discours « absurde, disloqué, baveux, biscornu », 
« un réquisitoire dont le néant stupide et meurtrier sera une éternelle stupeur, d’une telle cruauté sénile et têtue qu’elle apparaît inconsciente, née d’un animal humain inclassé encore ». Les plaidoiries de la défense y répondent le lendemain, et maître Demange se montre très éloquent. Carrière est alors autorisé à reprendre la parole, mais seulement après une suspension d’audience qui permet à Auffray de lui écrire son texte. « L’argumentation est simple, cynique, terriblement efficace, et cette fois personne ne rit plus » . Suivant ses réquisitions, mais en lui attribuant le bénéfice d’énigmatiques « circonstances atténuantes », le conseil de guerre condamne donc Dreyfus à dix ans de détention.

## Sources
- « Cote LH/436/59 », base Léonore, ministère français de la Culture
- Service historique de la Défense, dossier 5 Yf 64420.
- Louis N. Panel, « La gendarmerie dans l’affaire Dreyfus, de la dégradation à la réhabilitation », Le Trèfle. Société d'entraide des anciens élèves de l'école des officiers de la Gendarmerie nationale, n° 108, septembre 2006, pp. 30-40, et n° 109, décembre 2006, pp. 21-30.